# Дабб
Дабб, или обыкновенный шипохвост (лат. Uromastyx aegyptia) — крупная пустынная ящерица из семейства агамовых. Один из 15 видов шипохвостов.

## Описание
Самый крупный из шипохвостов, общая длина ящерицы достигает 76 см, длина хвоста составляет от одной трети до половины общей длины, масса до 2 кг. Окраска от серо-коричневой до красновато-бурой. Молодые даббы светлые, серо-бурые с желтыми полосами и пятнами на спине. При повышении температуры способен менять окраску от почти чёрной до белой или жёлтой.

## Ареал
Обыкновенный шипохвост распространен на крайнем северо-востоке Африки в Египте восточнее Нила и на Ближнем Востоке от Синайского полуострова на север до южной Сирии и Ирака и на восток до Ирана (водится вдоль побережья Персидского залива), широко распространен на всем Аравийском полуострове. Однако, популяции вида везде очень фрагментированы, ящерицы встречаются спорадически в локальных местообитаниях.

## Подвиды
Образует 3 подвида:
- Uromastyx aegyptia aegyptia — номинативный подвид, распространен на африканской части ареала вида и прилегающих азиатских территориях на восток до долины Арава в Иордании и крайнего северо-запада Саудовской Аравии;
- Uromastyx aegyptia microlepis — Малочешуйчатый шипохвост[2], широко распространен по всему Аравийскому полуострову;
- Uromastyx aegyptia leptieni — крайний восток Аравийского полуострова: горы Хаджар в Омане и северо-восток ОАЭ.

Наиболее близкородственным видом является Uromastyx occidentalis, который генетически очень близок к обыкновенному шипохвосту и, возможно, даже является его подвидом, однако из-за географической изолированности от всех трёх подвидов последнего всё же считается в настоящее время отдельным видом.

## Образ жизни

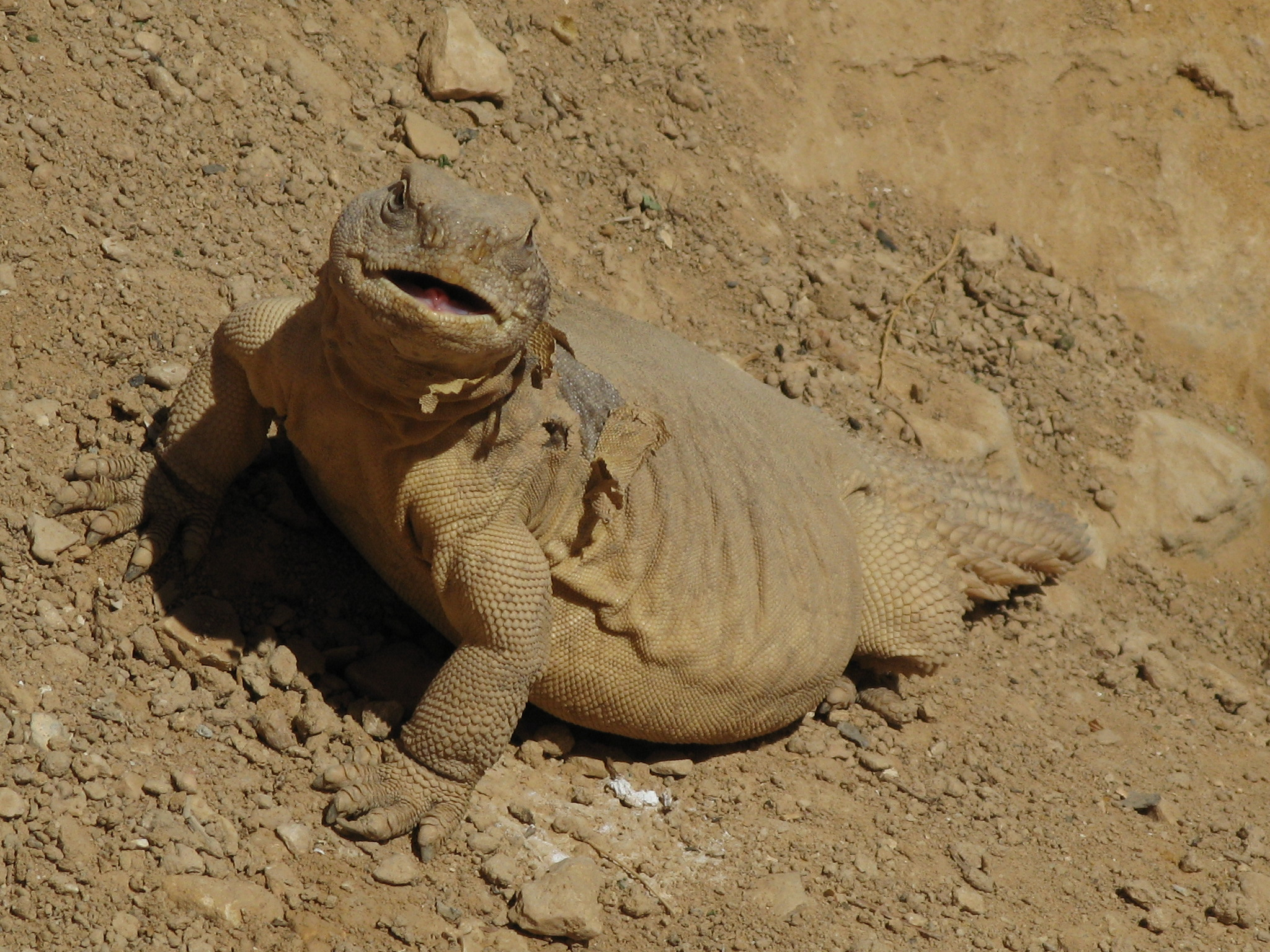

Обитает в сухих каменистых пустынях и полупустынях, а также ксерофитных зарослях с разреженной кустарниковой растительностью и скалистых каньонах. В песчаных районах встречается редко, сельскохозяйственных угодий избегает. Распространен до высоты 1500 м над уровнем моря. Активен в дневное время, не прячась в укрытия даже при очень высокой температуре. Живут колониями по нескольку особей, занимающими обширную территорию. В плотном песке, почве или рыхлых скалах даббы роют глубокие норы до 10 м в длину, опускающиеся на глубину до 1,8 м. Эти норы используются в течение многих лет и служат укрытием от хищников и невыносимой жары. В течение зимних месяцев ящерицы могут в этих норах залегать в спячку.
Перед приёмом пищи ящерицы греются на солнце у входа в нору. Питаются цветками, плодами, семенами, почками, сочными листьями и стеблями пустынных растений. Молодые особи кормятся в основном насекомыми.

## Размножение
Половозрелость наступает в возрасте 4—6 лет. Спаривание обычно происходит в мае. Перед совокуплением самцы исполняют сложный ритуал ухаживания. В мае — июне самки откладывают в глубоких норах единственную кладку из 7—17 (изредка до 23) яиц. Молодые ящерицы вылупляются в конце августа. Они очень уязвимы перед хищниками и часто становятся добычей хищных птиц, змей и других ящериц. Продолжительность жизни до 33 лет и более.

## Охрана
Повсеместно становится редок из-за уничтожения мест обитания и чрезмерного отлова для употребления в пищу, использования в народной медицине и международной торговле домашними животными. Внесен в Приложение II CITES, охраняется законом в некоторых частях ареала, в том числе на нескольких охраняемых территориях.

## Фото

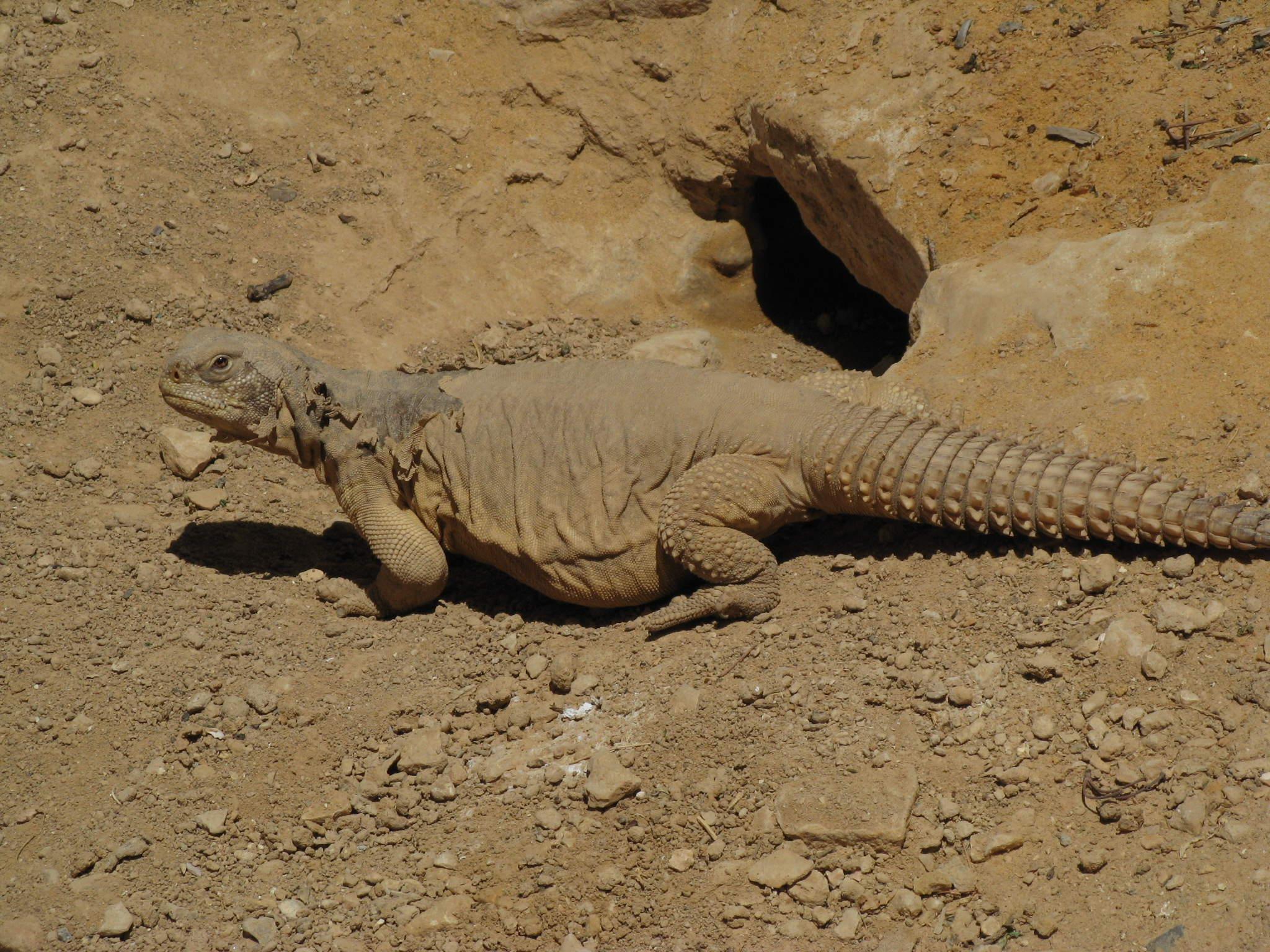
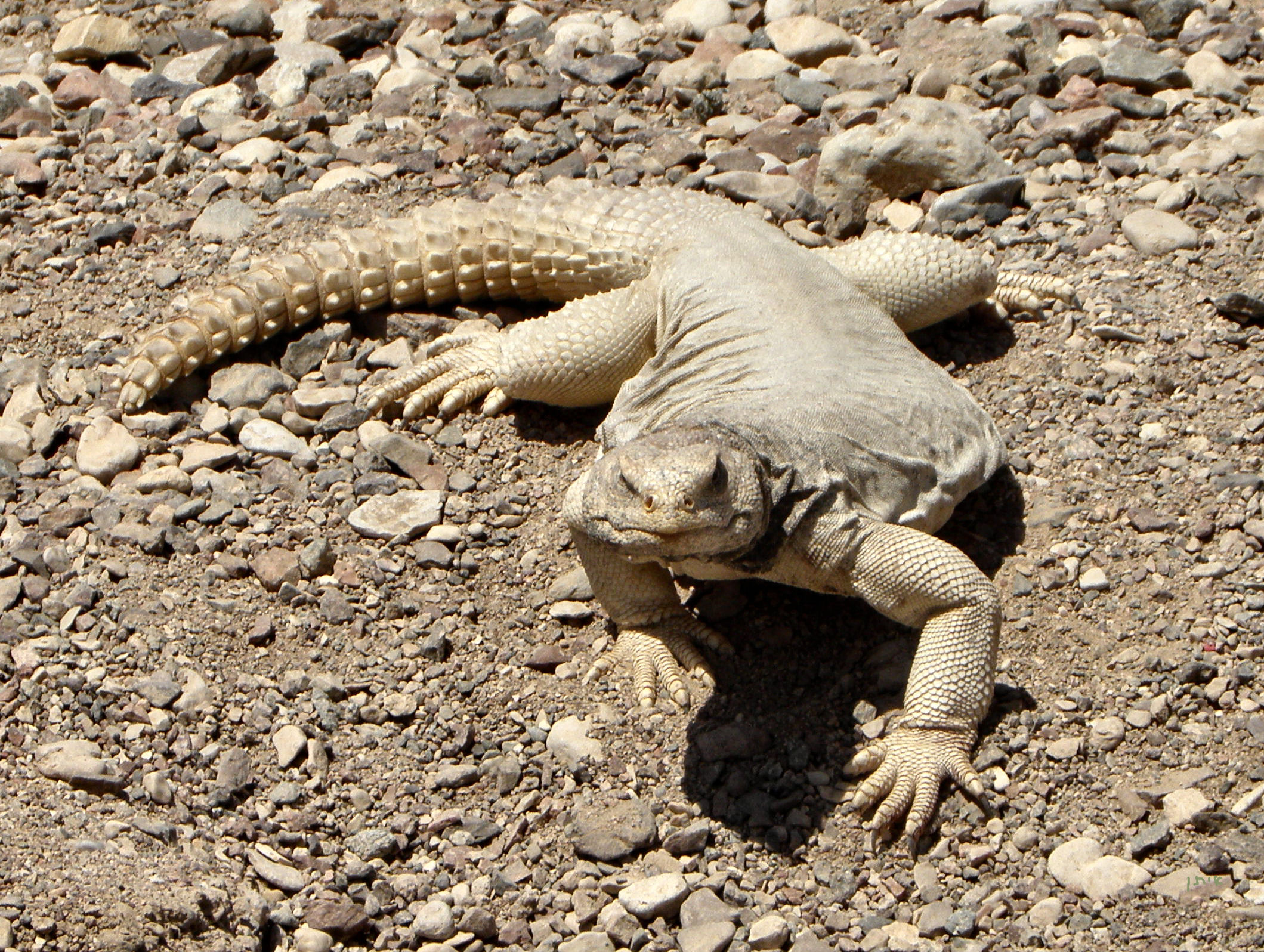
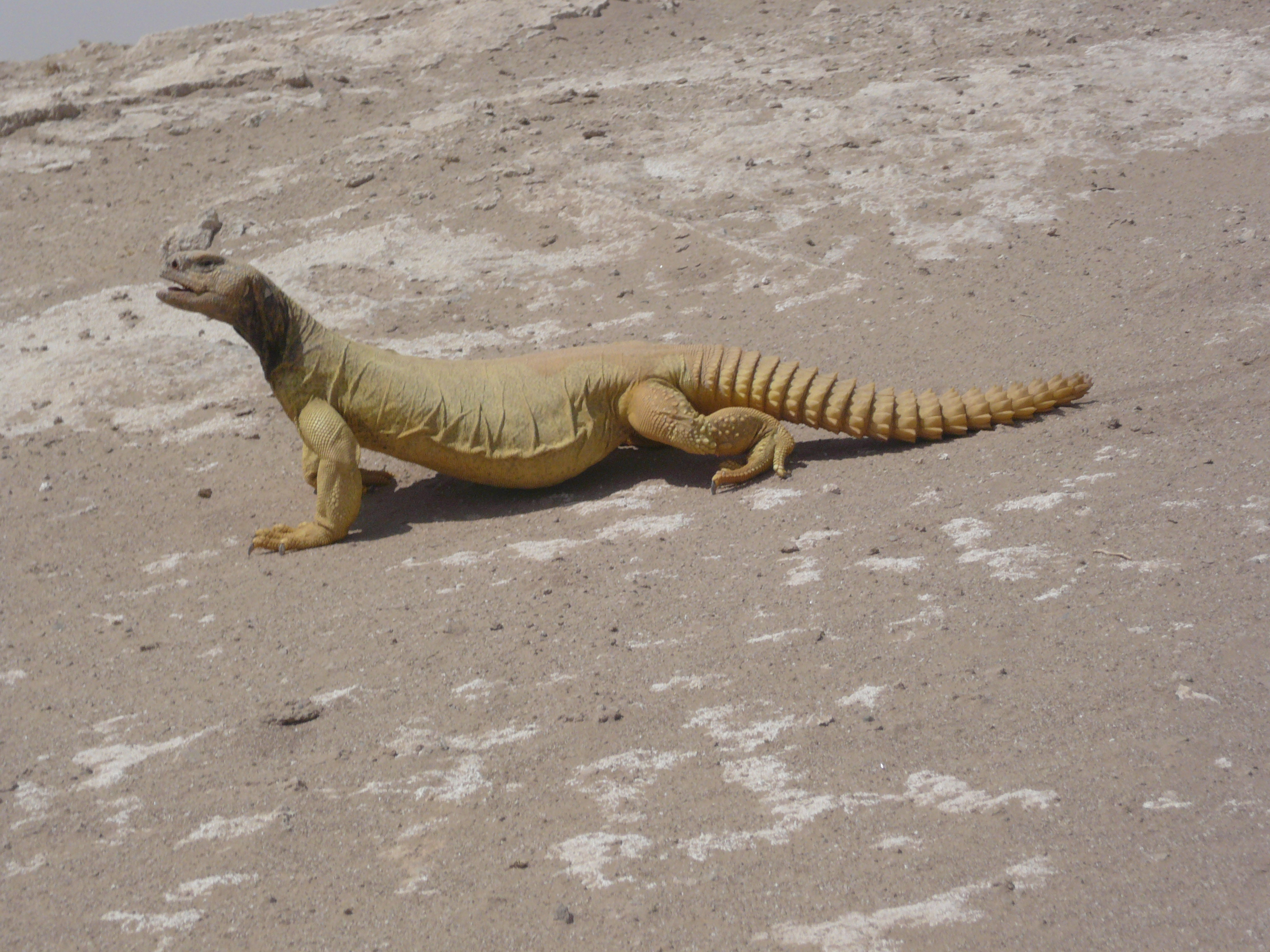
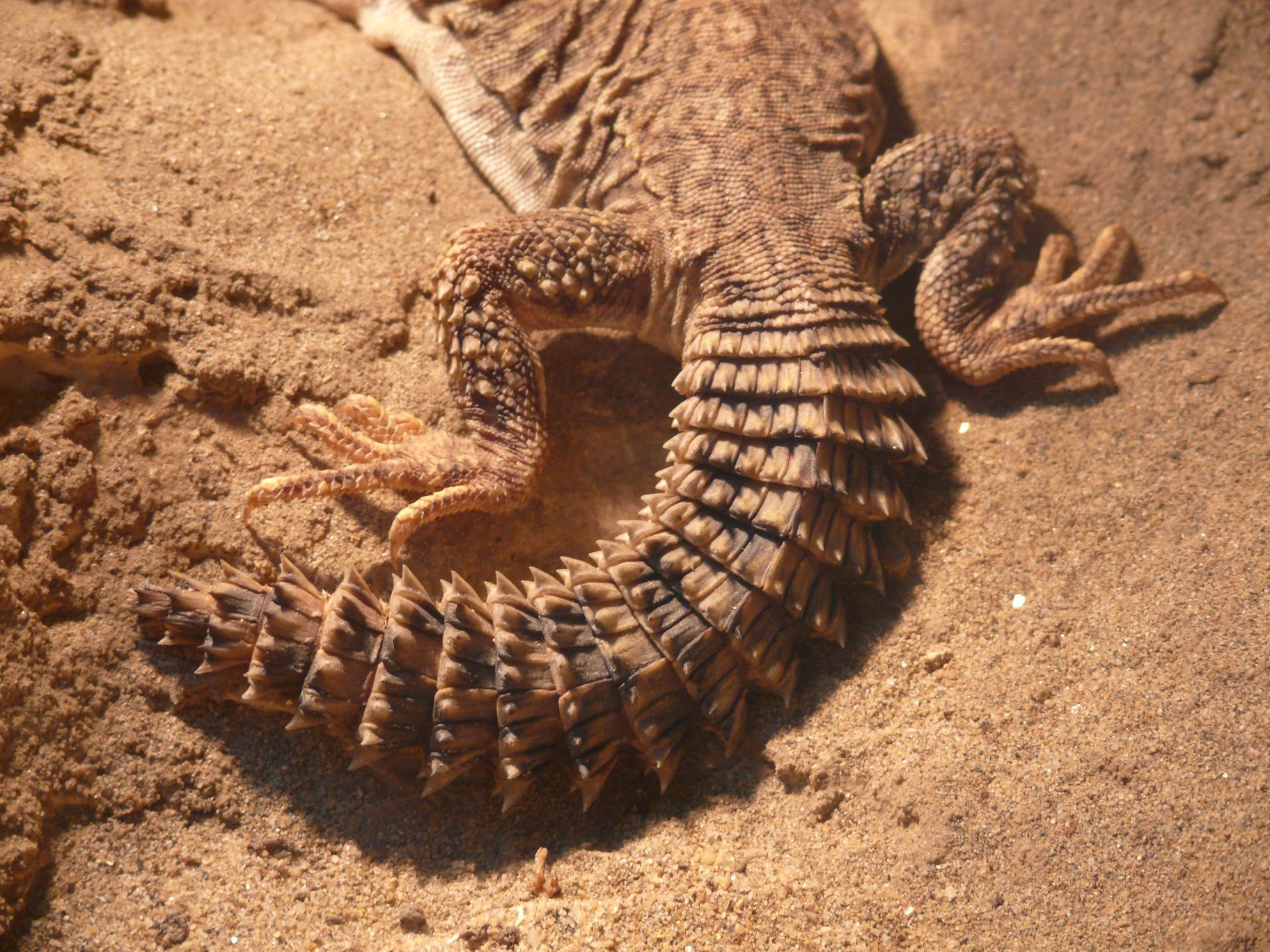
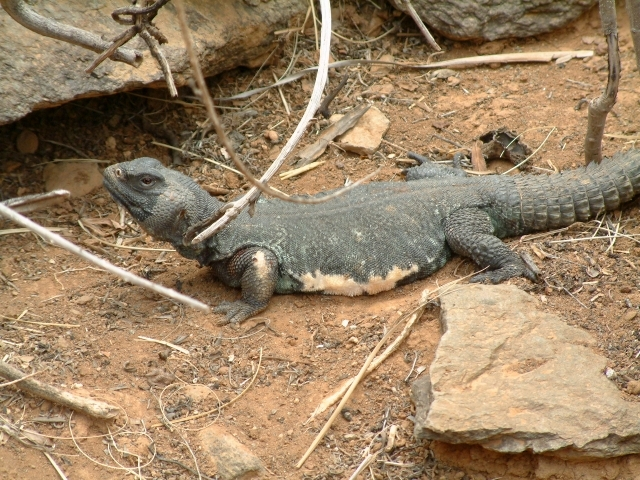